# Orthetrum macrostigma
Orthetrum macrostigma é uma espécie de libelinha da família Libellulidae.
Pode ser encontrada nos seguintes países: República Democrática do Congo, Moçambique e possivelmente na Zâmbia.
Os seus habitats naturais são: pântanos, marismas de água doce e marismas intermitentes de água doce.